# عبد الله بن علي آل عبد القادر
عبد الله بن علي بن محمد آل عبد القادر الأنصاري (1854 - 19 نوفمبر 1925) (1270 - 4 جمادى الأولى 1344)، فقيه شافعي وشاعر سعودي. ولد في المبرز بالأحساء ونشأ بها في عائلة معروفة بارزة. تلقى تعليمه الأولي فيها، فحفظ القرآن وهو ابن اثنتي عشرة سنة ثم درس القرآن والفقه والحديث على يد والده وجده، كما درس علوم اللغة العربية والفرائض والمواريث على علماء عصره. عمل معلمًا لأصول الدين والعربية في مسقط رأسه، وبعد أن توفي والده قام مقامه بالقضاء واستمر إلى آخر عمره. وكانت لهُ قصائد ورسائل ومساجلات مع علماء عصره. توفي في مسقط رأسه.

## سيرته
هو عبد الله بن علي بن محمد بن عبد الله بن أحمد بن عبد الله بن محمد بن عبد القادر الأنصاري. ولد سنة 1270 هـ، في بلدة المبرز بالأحساء ونشأ بها. حفظ القرآن وعمره دون الثالثة عشرة، ثم واصل تعليمه فدرس القرآن والفقه والحديث على يد والده وجده، كما درس علوم اللغة العربية والفرائض والمواريث على عدة من علماء عصره. قرأ على جدّه ووالده علوم التفسير والحديث والفقه، وعلوم العربية. وقرأ علم الفرائض على محمد بن أبي بكر آل غنّام المالكي. وقرأ على جملة من علماء الهفوف، منهم حسين بن فلاح، وعبد الله بن أبي بكر الملا، ومحمد بن أحمد آل عمير. ثم رحل إلى الحجاز وقرأ على عدد من علماء مكة منهم أحمد زيني دحلان، ومحمد سعيد بابصيل.

تصدر للتدريس لأصول الدين والعربية في مسقط رأسه، ومن تلاميذه :محمد بن عبد الله بن عبد المحسن وعلي بن إبراهيم بن علي الإبراهيم وصالح بن محمد آل سعد ومحمد بن عبد الله بن آل عرفج ومحمد بن إبراهيم آل مبارك وعبد الرحمن آل هاشم وعبد الله بن أحمد آل هاشم وعبد الله بن محمد العكلي وأحمد بن علي آل عبد القادر وعبد الرحمن بن صالح آل عبد القادر ومحمد بن عبد الله آل عبد القادر ومحمد بن دخيّل الدخيّل التميمي ويوسف بن عيسى القناعي وسليمان بن عيسى القناعي وداوود بن عيسى القناعي وعبد الرحمن بن حسين العوضي وأحمد العدساني وعبد الرحمن بن حسين التكريتي وأحمد الباطني من عُمان وأحمد الصومالي وعبد العزيز بن أحمد الرشيد.

تولى قضاء في المبرز بعد وفاة أبيه. 

## شعره
وصف بأنه كان «كان صاحب شاعرية فذة، وأسلوب رائع، وخيال واسع الأطراف، وأجاد فن المراسلة.» ذكرت في معجم البابطين عن شاعريته:

## مؤلفاته
- الفتاوى العبدلية لذوي العلوم النقلية
- ديوان شعر مخطوط، يوجد نسخة منها بخط تلميذه يوسف بن عيسى القناعي.
- رسالة في فضل علم العربية.
- فوائد الصلاة والسلام على سيد الأنام صلى الله عليه وآله وسلم
- رسائل ومنظومات

قام بكتابة نسخة، منها:
- نسخة من القرآن
- نسخة من نُكت ابن هشام على كتاب قطر الندى.
- نسخة من كتاب الإرشاد لإسماعيل المقري اليمني.
- نسخة من خلاصة المغنم وبغية المهتم باسم الله المعظم لعلي بن حسين العطاس.
- نسخة من كتاب السراج الوهاج في قصة الإسراء والمعراج لأبي بكر الملا الأحسائي.

## وفاته
توفي يوم الأربعاء 4 جمادى الأولى 1344/ 19 نوفمبر 1925 في بيته بعد أن أدّى صلاة العشاء في المسجد، وشيع جثمانه في ضحى اليوم الثاني لوفاته ودفن وأمّ المصلّين أخوه محمد بن علي.